# 알캡처
알캡처는 이스트소프트가 개발한 화면 캡처 소프트웨어이다. 알툴즈 시리즈 중 하나로 컴퓨터 모니터 화면안의 무엇이든 원하는 순간에 캡처하여 이미지로 저장 할 수 있다. 직접지정캡처(사각형/자유형), 단위영역캡처, 창캡처, 전체화면캡처, 스크롤캡처, 꾸미기 및 SNS 공유 등의 기능을 지원한다.

## 주요 기능
- 직접지정캡처(사각형) : 캡처하려는 영역에 마우스를 클릭-(대각선)드래그 하여 사각형 모양으로 오려 낸다.
- 직접지정캡처(자유형) : 캡처하려는 영역에 마우스를 클릭-이동-클릭-이동 하여 원하는 모양으로 오려 낸다.
- 단위영역캡처 : 마우스를 화면 이리저리 옮기면 오브젝트 단위로 캡처 될 영역이 자동으로 표시 된다. 원하는 영역을 클릭하여 캡처 한다.
- 창캡처 : 마우스를 화면 이리저리 옮기면 윈도(창)단위로 캡처 될 영역이 자동으로 표시 된다. 원하는 영역을 클릭하여 캡처 한다.
- 스크롤캡처 : 마우스를 옮기면서 선택 된 영역 위에서 마우스를 클릭하면 스크롤이 현재 위치부터 자동으로 아래로 내려가며 캡처 한다.
- 전체화면캡처 : 모니터 화면 전체를 캡처 한다.
- 펜 기능 제공 : 펜툴을 이용하여 원하는 색상으로 캡처 한 이미지를 강조 할 수 있다.
- 도형 기능 제공 : 선, 사각형, 원, 점선, 사각형, 점선원으로 캡처 한 이미지 위에 표시 할 수 있다.
- 편집툴 지정 : 그림판 연동 및 사용자가 직접 원하는 편집툴을 지정하여 캡처한 이미지를 내보내는 것이 가능하다.
- SNS공유 기능 제공 : 트위터, 페이스북, 미니홈피에 캡처 한 이미지를 업로드 할 수 있다.
- 알씨 사용자라면 알씨 꾸미기와 연동되어 캡처 후 더욱 다양한 편집이 가능하다.

## 같이 보기
- 알툴바: 캡처 기능을 제공하는 인터넷 익스플로러용 도구 모음
- 스윙 브라우저: 캡처 기능 등을 기본적으로 내장한 줌인터넷에서 제작한 웹 브라우저